# Eurema lucina
Eurema lucina is een vlindersoort uit de familie van de Pieridae (witjes), onderfamilie Coliadinae.
Eurema lucina werd in 1852 beschreven door Poey.